# مودان كوة (مقاطعة فامنين)
مودان كوة (بالفارسية: معدن کوه) هي مستوطنة تقع في قسم بيشخور الريفي (مقاطعة فامنين) في إيران. يقدر عدد سكانها بـ 76 نسمة .